# Santa Eulalia de Gállego
Santa Eulalia de Gállego (aragonesisch Santolaria de Galligo) ist eine spanische Gemeinde in der Provinz Saragossa der Autonomen Region Aragón mit 101 Einwohnern (Stand: 2024). Sie gehört zur Comarca Hoya de Huesca. Zu der Gemeinde gehört die Siedlung Sierra Estronad.

## Lage
Santa Eulalia de Gállego liegt etwa 70 Kilometer nordnordöstlich von Saragossa. Der Rio Gállego begrenzt die Gemeinde im Osten.

## Bevölkerungsentwicklung
| 1900 | 1910 | 1930 | 1940 | 1950 | 1960 | 1970 | 1981 | 1986 | 1992 | 1999 | 2001 | 2011 | 2020 |
| ---- | ---- | ---- | ---- | ---- | ---- | ---- | ---- | ---- | ---- | ---- | ---- | ---- | ---- |
| 902  | 889  | 760  | 614  | 493  | 282  | 207  | 151  | 136  | 134  | 130  | 138  | 130  | 1309 |

## Sehenswürdigkeiten

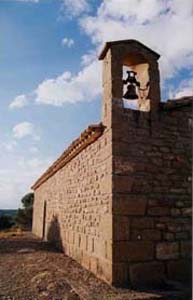
Einsiedelei Santa Quiteria

- Kirche Santa Eulalia
- Einsiedelei San Pedro Mártir
- Einsiedelei Santa Quiteria
- Einsiedelei San Juan de Barto